# Picot de Fernandina
El picot de Fernandina (Colaptes fernandinae) és una espècie d'ocell endèmica de Cuba. Pertany a la família Picidae de l'ordre Piciformes.

## Hàbitat i distribució
Aquesta espècie només està present a l'Illa de Cuba en la Serra del Rosario, a la rodalia de la Península de Zapata, algunes zones de les províncies de Villa Clara, Camagüey, Holguín i Granma. És un picot que es veu rarament. Habita en les ribes de boscos oberts amb palmells i en sabanes i pantans.

## Descripció
- Els mascles mesuren uns 34 cm de llarg, 49 cm d'envergadura i 12 cm de cua.
- Les femelles mesuren uns 32,5 cm de llarg, 48 cm d'envergadura i 11 cm de cua. La cara de la femella és del mateix color que la del mascle, però sense bandes.